# وادي ساحوق
وادي ساحوق هو أحد أودية شبه الجزيرة العربية، ويقع ضمن منطقة المدينة المنورة ومنطقة القصيم بالمملكة العربية السعودية، يبلغ طول الوادي 185 كم ومتوسط انحداره 1,7 م / كم. ينبع من جبال البوبيات والقنة، ويصب في وادي الجرير، من أهم روافده وادي العميرة.